# Spathius erythrocephalus

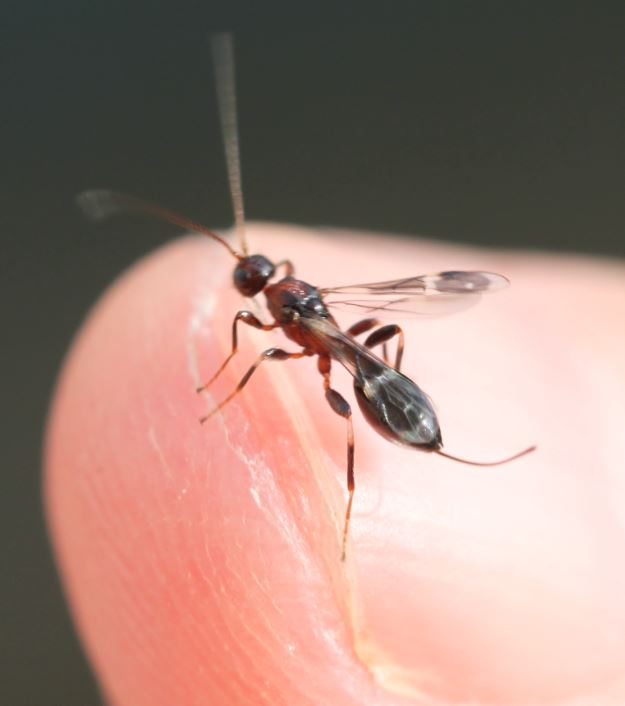
Spathius cf. erythrocephalus

Spathius erythrocephalus ist eine parasitisch lebende Hautflüglerart aus der Familie der Brackwespen (Braconidae).

## Merkmale
Die Brackwespen erreichen eine Körperlänge von 4–5 mm. Sie besitzen eine helle oder dunkle rotbraune Grundfarbe. Die Fühler sind hellrotbraun. Die Beine weisen eine markante Musterung auf. Die weißen oder weißlich-gelben Trochanter stehen im Kontrast zu den angrenzenden dunkelbraunen Coxae und Femora. Die ansonsten dunkelbraunen Schienen sind an der Basis weiß oder weißlich-gelb gefärbt. Die Vorderflügel weisen zwei breite dunkel gefärbte Querstreifen auf. Der mittellange Legestachel ist leicht nach oben gebogen.

## Verbreitung
Die Brackwespenart ist in Europa weit verbreitet. Ihr Verbreitungsgebiet reicht von Südskandinavien und England im Norden bis nach Spanien, Portugal und Sizilien. Des Weiteren kommt die Art im Kaukasus (Aserbaidschan), in Kleinasien, im Nahen Osten (Israel), in Nordafrika (Tunesien) sowie auf Madeira vor.

## Lebensweise
Spathius erythrocephalus ist ein idiobionter Ektoparasitoid holzbohrender Käferlarven aus den Familien der Bock-, Pracht- und Borkenkäfer. Die Brackwespen spüren die Larven, die sich unter der Rinde von Bäumen entwickeln, auf. Sie legen mit Hilfe ihres Legestachels mehrere Eier an der Käferlarve ab. Die geschlüpften Brackwespenlarven weisen ein gregäres Verhalten auf. Sie ernähren sich von der Käferlarve. Die Brackwespenart ist multivoltin, das heißt, sie bildet mehrere Generationen pro Jahr. Dadurch kann sie schnell auf ein erhöhtes Wirtsangebot reagieren. Bezüglich des Einsatzes der Brackwespenart zur biologischen Schädlingsbekämpfung gibt es neben Studien zu deren Wirksamkeit auch welche zu deren Risikoabschätzung.
Zu den Wirten gehören neben weiteren folgende Arten:
- Zweipunktiger Eichenprachtkäfer (Agrilus biguttatus)[6]
- Agrilus hastulifer[7]
- Asiatischen Laubholzbockkäfer (Anoplophora glabripennis)[8]
- Pfirsichprachtkäfer (Capnodis tenebrionis)[3]
- Eichensplintkäfer (Scolytus intricatus)[9]

## Taxonomie
Die Art wurde 1838 durch Constantin Wesmael erstbeschrieben. Als Synonym gilt Spathius curvicaudis Ratzeburg, 1844.